# Servílio de Oliveira
Servílio Sebastião de Oliveira (São Paulo, Brasil, 6 de mayo de 1948) es un ex boxeador profesional brasileño En 1968, se convirtió en el primer boxeador brasileño en ganar una medalla olímpica. Ocurrió en los Juegos Olímpicos de 1968 en la Ciudad de México. Una lesión en el ojo lo obligó a retirarse del boxeo profesional. Regresó y ganó dos combates en 1977, luego se retiró con un récord de 19-0. Fue el único medallista brasileño en boxeo hasta 2012, cuando tres brasileños (Adriana Araújo, Esquiva Falcão y Yamaguchi Falcão) llegaron a las semifinales de boxeo en los Juegos Olímpicos de Londres 2012.
Servilio comenzó a practicar boxeo justo cuando el deporte estaba en su apogeo en Brasil, después de que Éder Jofre ganara el título mundial. A los 19 años, el atleta compitió en los Juegos Panamericanos de 1967 en Winnipeg. En la misma temporada, fue campeón de los Juegos Latinoamericanos, en Chile, asegurando su lugar en los Juegos Olímpicos del año siguiente, cuando ganó bronce. Poco después, se convirtió en profesional. En 1971, el boxeador sufrió un desprendimiento de retina durante una pelea contra el estadounidense Tony Moreno y tuvo que interrumpir su carrera.